# Liste der SPNV-Linien in Nordrhein-Westfalen
Die Liste der SPNV-Linien in Nordrhein-Westfalen gibt die Struktur des gesamten Schienenpersonennahverkehrs (SPNV, auch oft als „Regionalverkehr“ bezeichnet) auf Eisenbahnstrecken (gemäß EBO) in Nordrhein-Westfalen wieder.

Schematischer Netzplan Stand: 2025

Der SPNV in Nordrhein-Westfalen ist mit rund 100 Mio. Zugkilometern eines der dichtesten Zugangebote in Deutschland und fährt grundsätzlich nach einem integralen Taktfahrplan (ITF), dem seit 1998 bestehenden NRW-Takt. Drei regionale Zweckverbände bestellen die Verkehrsleistungen bei den Eisenbahnverkehrsunternehmen (EVU) nach dem Regionalisierungsgesetz des Landes Nordrhein-Westfalen (ÖPNVG NW).

## Übersicht

### Taktfahrplan
Entwickelt wurde der Integrale Taktfahrplan von der Firma SMA und Partner aus Zürich im Auftrag der Landesregierung und in Abstimmung mit den Zweckverbänden. Um die Weiterentwicklung des Fahrplangefüges kümmert sich das Kompetenzcenter ITF NRW (kurz: KC ITF NRW), welches beim Zweckverband Nahverkehr Westfalen-Lippe angesiedelt ist. Diese Institution gibt jährlich eine entsprechende Linientaktgrafik (siehe Weblinks) heraus.
Die hier wiedergegebenen Beispiele des Integralen Taktfahrplans NRW sollen lediglich das System veranschaulichen. Sie umfassen nicht den SPNV auf Straßenbahn- und Stadtbahnstrecken. Reine Straßenbahnstrecken (im Sinne der BOStrab) sind folglich auch nicht in dieser Liste enthalten. Aktuelle Informationen sind bei den dargestellten Verkehrsverbänden zu erhalten.
Der Fahrplan ist überwiegend nullsymmetrisch angelegt. Dies bedeutet konkret, dass sich die Züge auf den Linien mit Stundentakt zu den Minuten :59 und :29 begegnen, auf den Linien im Zweistundentakt nur zur Minute :59. Die Abfahrtszeiten der Gegenrichtung sind durch Spiegelung der Ankunftszeiten um die Minute :58,5 zu errechnen.
Auf einzelnen Linien ist der Symmetriezeitpunkt um wenige Minuten nach hinten oder nach vorne verschoben (bspw. Münster–Enschede :55, Münster–Warendorf :03).
Alle Linien stellen Anschlüsse an Knoten-Bahnhöfen untereinander und an Verknüpfungspunkten mit dem Kommunalen Personennahverkehr her.
Einige Linien sind betrieblich miteinander verbunden, beispielsweise die Regionalbahn RB 73 mit dem Regional-Express RE 82.

### Aufgabenträger

Karte der drei SPNV-Aufgabenträger in Nordrhein-Westfalen

Die Aufgabenträger bestellen die Verkehrsleistungen im SPNV bei den Eisenbahnverkehrsunternehmen, in der Regel über europaweite Ausschreibungen. Die drei zuständigen Zweckverbände sind:
- Verkehrsverbund Rhein-Ruhr (VRR)
- Zweckverband go.Rheinland
- Zweckverband Nahverkehr Westfalen-Lippe (NWL)

Dabei sind die SPNV-Aufgabenträger nicht mit den Tarifverbünden zu verwechseln, auch wenn beispielsweise der VRR beide Funktionen erfüllt.
Historisch waren folgende Institutionen ebenfalls SPNV-Aufgabenträger; sie haben ihre Aufgabenträgerschaft jedoch 2008 an die vorhergenannten Institutionen übertragen bzw. sich zu den vorhergenannten Institutionen zusammengeschlossen: Aachener Verkehrsverbund (AVV), Nahverkehrsverbund Paderborn-Höxter (NPH), Nahverkehrs-Zweckverband Niederrhein (NVN), Verkehrsverbund Rhein-Sieg (VRS), Zweckverband Personennahverkehr Westfalen Süd (ZWS), Zweckverband SPNV Münsterland (ZVM), Zweckverband SPNV Ruhr-Lippe (ZRL) und Zweckverband Verkehrsverbund OWL (VVOWL).
Auf grenzüberschreitenden Linien in benachbarte Bundesländer und in die Niederlande und Belgien sind ebenfalls die dortigen Institutionen als SPNV-Aufgabenträger tätig. Direkt an Nordrhein-Westfalen angrenzend sind dies:
- Landesnahverkehrsgesellschaft Niedersachsen (LNVG), Niedersachsen
- Nordhessischer Verkehrsverbund (NVV), Hessen
- Rhein-Main-Verkehrsverbund (RMV), Hessen
- Zweckverband Schienenpersonennahverkehr Rheinland-Pfalz Nord (ZSPNV Nord), Rheinland-Pfalz
- Föderaler Öffentlicher Dienst Mobilität und Transportwesen (SPF Mobilité et Transports, FOD Mobiliteit en Vervoer), Belgien
- Provinz Limburg, Niederlande
- Provinz Gelderland, Niederlande
- Provinz Overijssel, Niederlande

### Zuggattungen und Liniennummern
Die folgenden Zuggattungen werden im Schienenpersonennahverkehr in Nordrhein-Westfalen genutzt:
- Regional-Express (RE), hält meist nur an wichtigen Stationen
- Regionalbahn (RB), hält überall, Grundangebot im Nahverkehr
- S-Bahn (S), hält überall, dichter Verkehr in Ballungsräumen
  - S-Bahn Köln
  - S-Bahn Rhein-Ruhr
  - S-Bahn Hannover

Einige der Intercity-Züge (DB Fernverkehr) auf der Ruhr-Sieg-Strecke zwischen Dortmund Hbf und Dillenburg werden durch den VRR bzw. NWL subventioniert, so dass sie in diesem Abschnitt ebenfalls als SPNV zählen und für Nahverkehrsfahrkarten freigegeben sind.
Alle SPNV-Linien tragen Liniennummern (bspw.: „RE 1“), die in Informationsmaterialien sowie auf den Fahrzeugen und an Bahnhöfen verwendet werden. Darüber hinaus tragen die RE- und RB-Linien hauptsächlich zu Marketingzwecken Liniennamen (bspw.: „NRW-Express“).

### Statistik
Stand: 1. Februar 2022
Von den 30 Regional-Express-Linien werden 11 (36,67 %) von DB Regio, 18 (60 %) von Privatbahnen und eine (3 %) von der Belgischen Bahn betrieben.
Von den 55 Regionalbahn-Linien werden 24 (45,3 %) von DB Regio, DB RegioNetz Verkehrs GmbH oder DB Start und 29 (54,7 %) von Privatbahnen betrieben.
Von den 17 S-Bahn-Linien werden 15 (88,2 %) von DB Regio und 2 (11,8 %) von Privatbahnen betrieben.
Außerdem verkehren vier Stadtbahn-Linien der Stadtbahn Rhein-Sieg teilweise auf Eisenbahnstrecken; hiervon wird eine von den Kölner Verkehrs-Betrieben (KVB) und eine von den Stadtwerken Bonn (SWB) betrieben, die anderen zwei werden gemeinschaftlich durch die KVB und die SWB bedient.

## Nah- und Regionalverkehr
Linien, bei denen das Land Nordrhein-Westfalen ein besonderes Landesinteresse gemäß § 7 Abs. 4 des Gesetzes über den öffentlichen Personennahverkehr in Nordrhein-Westfalen (ÖPNVG NRW) festgestellt hat und die deshalb bestellt werden müssen, sind in den Tabellen bei der zweiten Spalte gelb hinterlegt.
Die angegebenen Teilnetze stellen die Einheiten dar, nach denen die Linien vergeben wurden.

### Linien 1–9
- Linien oder -abschnitte mit einer Taktfolge < 60 Minuten, meistens im 30-Minuten-Takt, sind fett dargestellt.
- Linien oder -abschnitte mit einer Taktfolge > 60 Minuten, meistens im 120-Minuten-Takt, sind kursiv dargestellt.
- Linien oder -abschnitte außerhalb Nordrhein-Westfalens sind kleiner dargestellt.

| Linie | Linienname / Teilnetz der Linie                | Linienweg | Länge  | KBS                | Betreiber                                                 | Fahrzeuge im Regelbetrieb                                                                            |
| ----- | ---------------------------------------------- | --- | ------ | ------------------ | --------------------------------------------------------- | --- |
| RE 1  | NRW-Express RRX-Vorlaufbetrieb                 | Hamm – Kamen – Dortmund – Bochum – Essen – Duisburg – Düsseldorf Flughafen – Düsseldorf – Leverkusen Mitte – Köln – Horrem – Düren – Eschweiler – Aachen | 244 km | 415, 480           | National Express                                          | 2× Siemens Desiro HC (462)                                                                           |
| RE 2  | Rhein-Haard-Express Haard-Achse                | Osnabrück – Lengerich – Münster – Recklinghausen – Gelsenkirchen – Essen – Duisburg – Düsseldorf Flughafen – Düsseldorf | 173 km | 425                | DB Regio NRW                                              | Bombardier Traxx P160 AC1 (146.1) + 5 Doppelstockwagen 2× Stadler Flirt 3 (1428) (in Tagesrandlagen) |
| RE 3  | Rhein-Emscher-Express Maas-Rhein-Lippe-Netz    | Hamm – Kamen – Dortmund – Castrop-Rauxel Hbf – Herne – Gelsenkirchen – Essen-Altenessen – Oberhausen – Duisburg – Düsseldorf Flughafen – Düsseldorf (abends nicht zwischen Hamm und Dortmund) | 109 km | 416                | Eurobahn, TRI Train Rental (Mo–Fr ein Umlauf)             | 1–2× Stadler Flirt (428, 429) E-Lok + n-Wagen (TRI)                                                  |
| RE 4  | Wupper-Express RRX-Vorlaufbetrieb              | Dortmund – Witten – Wetter (Ruhr) – Hagen – Ennepetal – Schwelm – Wuppertal – Düsseldorf – Neuss – Mönchengladbach – Herzogenrath – Aachen (Die zweite Fahrzeugeinheit bleibt, falls vorhanden, aufgrund zu kurzer Bahnsteige in Aachen Schanz verschlossen. In Fahrtrichtung Aachen Hbf wird nicht in Aachen Schanz gehalten) (Abschnitt Herzogenrath – Aachen nur Mo–Fr) | 174 km | 427, 455, 485      | National Express, TRI Train Rental (nur Verstärkerzüge)   | 1–2× Siemens Desiro HC (462) E-Lok + n-Wagen (TRI)                                                   |
| RE 5  | Rhein-Express RRX-Vorlaufbetrieb               | (Emmerich – Mehrhoog –) Wesel – Dinslaken – Oberhausen-Sterkrade – Oberhausen – Duisburg – Düsseldorf Flughafen – Düsseldorf – Leverkusen Mitte – Köln – Bonn – Remagen – Andernach – Koblenz | 224 km | 415, 420, 470      | National Express                                          | 2× Siemens Desiro HC (462)                                                                           |
| RE 6  | Rhein-Weser-Express RRX-Vorlaufbetrieb         | Minden – Herford – Bielefeld – Hamm – Kamen – Dortmund – Bochum – Essen – Duisburg – Düsseldorf Flughafen – Düsseldorf – Neuss – Dormagen – Köln – Köln/Bonn Flughafen | 282 km | 370, 400, 415, 495 | National Express, TRI Train Rental (nur Einzelleistungen) | 2× Siemens Desiro HC (462), E-Lok + n-Wagen (TRI)                                                    |
| RE 7  | Rhein-Münsterland-Express Rhein-Wupper-Schiene | Rheine – Münster – Hamm – Unna – Schwerte (Ruhr) – Hagen – Ennepetal – Schwelm – Wuppertal – Solingen – Köln – Neuss – Krefeld (am Wochenende Zweistundentakt zwischen Rheine und Münster) | 250 km | 410, 455, 495      | National Express                                          | 2× Bombardier Talent 2 (9442)                                                                        |
| RE 8  | Rhein-Erft-Express RE 8/RB 33                  | Mönchengladbach – Köln – Troisdorf – Bonn-Beuel – Königswinter – Bad Honnef – Linz (Rhein) – Neuwied – Koblenz (sonntags und abends nicht zwischen Mönchengladbach und Rommerskirchen) | 145 km | 465                | DB Regio NRW                                              | 1–2× Alstom Coradia Continental (1440) 1–2× Baureihe 425 (vereinzelt)                                |
| RE 9  | Rhein-Sieg-Express (einzeln vergeben)          | Aachen – Eschweiler – Düren – Horrem – Köln – Siegburg/Bonn – Betzdorf – Siegen | 171 km | 460, 480           | DB Regio NRW                                              | 2× Bombardier Talent 2 (442) (vier Umläufe) Baureihe 146.0 + 5–6 Doppelstockwagen (vier Umläufe)     |

### Linien 10–19
- Linien oder -abschnitte mit einer Taktfolge < 60 Minuten, meistens im 30-Minuten-Takt, sind fett dargestellt.
- Linien oder -abschnitte mit einer Taktfolge > 60 Minuten, meistens im 120-Minuten-Takt, sind kursiv dargestellt.
- Linien oder -abschnitte außerhalb Nordrhein-Westfalens sind kleiner dargestellt.

| Linie      | Linienname Teilnetz der Linie                        | Linienweg | Linienweg | Länge                                  | KBS                           | Betreiber                                              | Fahrzeuge im Regelbetrieb                                    |
| ---------- | ---------------------------------------------------- | --- | --- | -------------------------------------- | ----------------------------- | ------------------------------------------------------ | ------------------------------------------------------------ |
| RE 10      | Niers-Express Niers-Rhein-Emscher-Netz               | Düsseldorf Hbf – Krefeld Hbf – Kempen (Niederrhein) – Geldern – Kleve (am Wochenende Stundentakt) | Düsseldorf Hbf – Krefeld Hbf – Kempen (Niederrhein) – Geldern – Kleve (am Wochenende Stundentakt) | 87 km                                  | 495                           | RheinRuhrBahn                                          | 1–3× Alstom Coradia LINT 41 (648)                            |
| RE 11      | Rhein-Hellweg-Express RRX-Vorlaufbetrieb             | Düsseldorf – Düsseldorf Flughafen – Duisburg – Essen – Bochum – Dortmund – Hamm – Soest – Paderborn – Warburg – Kassel-Wilhelmshöhe                                                                                      | Düsseldorf – Düsseldorf Flughafen – Duisburg – Essen – Bochum – Dortmund – Hamm – Soest – Paderborn – Warburg – Kassel-Wilhelmshöhe                                                                                      | 293 km                                 | 415, 430                      | National Express, TRI Train Rental (Einzelleistungen)  | 2× (ab Hamm 1×) Siemens Desiro HC (462), E-Lok+n-Wagen (TRI) |
| RE 12      | Eifel-Mosel-Express Dieselnetz Köln                  | Köln – Euskirchen – Gerolstein – Trier (nur einzelne Fahrten und aufgrund des Hochwassers 2021 b.a.w. nur Abschnitt Köln–Euskirchen, sowie Köln–Trier über Koblenz-Lützel)                                               | Köln – Euskirchen – Gerolstein – Trier (nur einzelne Fahrten und aufgrund des Hochwassers 2021 b.a.w. nur Abschnitt Köln–Euskirchen, sowie Köln–Trier über Koblenz-Lützel)                                               | 177 km                                 | 474                           | DB Regio NRW                                           | Alstom Coradia LINT 81 (620) Bombardier Talent (644)         |
| RE 13      | Maas-Wupper-Express Maas-Rhein-Lippe-Netz            | Venlo – Viersen – Mönchengladbach – Neuss – Düsseldorf – Wuppertal – Schwelm – Ennepetal – Hagen – Schwerte (Ruhr) – Unna – Hamm                                                                                         | Venlo – Viersen – Mönchengladbach – Neuss – Düsseldorf – Wuppertal – Schwelm – Ennepetal – Hagen – Schwerte (Ruhr) – Unna – Hamm                                                                                         | 160 km                                 | 485, 455                      | Eurobahn, Train Charter Services (nur Venlo–Wuppertal) | 1–2× Stadler Flirt (428 / 429) Br 101 + 4 n-Wagen (TCS)      |
| RE 14      | Emscher-Münsterland-Express Emscher-Münsterland-Netz | Essen Hbf – Bottrop – Gladbeck West – Dorsten stündlich Flügelung in Dorsten (sonntags im Stundentakt) | Vorderer Zugteil: Dorsten – Marbeck-Heiden – Borken (Westf) | 58 km nach Borken, 70 km nach Coesfeld | 423                           | RheinRuhrBahn                                          | 1–2× Bombardier Talent (643)                                 |
| RE 14      | Emscher-Münsterland-Express Emscher-Münsterland-Netz | Essen Hbf – Bottrop – Gladbeck West – Dorsten stündlich Flügelung in Dorsten (sonntags im Stundentakt) | Hinterer Zugteil: Dorsten – Reken-Maria Veen – Coesfeld (Westf) | 58 km nach Borken, 70 km nach Coesfeld | 423                           | RheinRuhrBahn                                          | 1–2× Bombardier Talent (643)                                 |
| RE 15      | Emsland-Express Expresslinien Emsland/Mittelland     | Münster – Rheine – Lingen – Leer – Emden – Emden Außenhafen | Münster – Rheine – Lingen – Leer – Emden – Emden Außenhafen | 183 km                                 | 410, 395                      | Westfalenbahn                                          | 1–2× Stadler Flirt 3 (1428)                                  |
| RE 16      | Ruhr-Lenne-Express Ruhr-Sieg-Netz                    | Essen – Bochum – Witten – Hagen – Iserlohn-Letmathe – Iserlohn | Essen – Bochum – Witten – Hagen – Iserlohn-Letmathe – Iserlohn | 72 km                                  | 415, 427, 440                 | VIAS Rail                                              | Stadler Flirt                                                |
| RE 17      | Sauerland-Express Sauerland-Netz                     | Hagen – Schwerte (Ruhr) – Fröndenberg – Arnsberg – Meschede – Bestwig – Brilon Wald – Brilon Stadt/(– Warburg)/(– Willingen) Bedienung Brilon Wald – Warburg vor 8 Uhr und Brilon Wald – Willingen nur in der Clubsaison | Hagen – Schwerte (Ruhr) – Fröndenberg – Arnsberg – Meschede – Bestwig – Brilon Wald – Brilon Stadt/(– Warburg)/(– Willingen) Bedienung Brilon Wald – Warburg vor 8 Uhr und Brilon Wald – Willingen nur in der Clubsaison | 101 km                                 | 435, 438                      | DB Regio NRW                                           | 1–3 × Pesa Link III (633) + Pesa Link II (632)               |
| RE 18 S 43 | LIMAX Concessie Limburg 2016–2031                    | Aachen Hbf – Herzogenrath – Eygelshoven – Landgraaf – Heerlen – Maastricht – Maastricht Randwyck – Eijsden – Visé – Liège-Guillemins                                                                                     | Aachen Hbf – Herzogenrath – Eygelshoven – Landgraaf – Heerlen – Maastricht – Maastricht Randwyck – Eijsden – Visé – Liège-Guillemins                                                                                     | 47 km                                  | 482 / S–H / H–SoG / A–M / L30 | Arriva Personenvervoer Nederland, NS, NMBS/SNCB        | Stadler Flirt 3                                              |
| RE 19      | Rhein-IJssel-Express Niederrhein-Netz                | Düsseldorf – Düsseldorf Flughafen – Duisburg – Oberhausen – Oberhausen-Sterkrade – Wesel Flügelung in Wesel | Vorderer Zugteil nach Mehrhoog – Emmerich – Emmerich-Elten – Zevenaar – Arnhem | 78 km nach Bocholt, 123 km nach Arnhem | 415, 420, 421                 | VIAS Rail                                              | 1–2× Stadler Flirt 3 (1429)                                  |
| RE 19      | Rhein-IJssel-Express Niederrhein-Netz                | Düsseldorf – Düsseldorf Flughafen – Duisburg – Oberhausen – Oberhausen-Sterkrade – Wesel Flügelung in Wesel | Hinterer Zugteil nach Wesel-Blumenkamp – Hamminkeln – Bocholt | 78 km nach Bocholt, 123 km nach Arnhem | 415, 420, 421                 | VIAS Rail                                              | 1–2× Stadler Flirt 3 (1429)                                  |

### Linien 20–29
- Linien oder -abschnitte mit einer Taktfolge < 60 Minuten, meistens im 30-Minuten-Takt, sind fett dargestellt.
- Linien oder -abschnitte mit einer Taktfolge > 60 Minuten, meistens im 120-Minuten-Takt, sind kursiv dargestellt.
- Linien oder -abschnitte außerhalb Nordrhein-Westfalens sind kleiner dargestellt.

| Linie      | Linienname Teilnetz der Linie                | Linienweg | | Länge        | KBS       | Betreiber    | Fahrzeuge im Regelbetrieb                                      |
| ---------- | -------------------------------------------- | --- | --- | ------------ | --------- | ------------ | -------------------------------------------------------------- |
| RB 20      | euregiobahn                                  | Stolberg – Eschweiler St. Jöris – Alsdorf-Annapark – Herzogenrath – Aachen – Stolberg Flügelung in Stolberg (Sonntags und samstagnachmittags keine Flügelung in Stolberg und somit Stundentakt Stolberg – Stolberg Altstadt / Langerwehe) (aufgrund des Hochwassers 2021 b.a.w. zwischen Stolberg Hbf und Stolberg Altstadt sowie Eschweiler Talbahnhof mit Ersatzbussen) | Vorderer Zugteil: Stolberg – Eschweiler Talbahnhof – Langerwehe – Düren | 57 km        | 482       | DB Regio NRW | 1–2× Bombardier Talent (643.2)                                 |
| RB 20      | euregiobahn                                  | Stolberg – Eschweiler St. Jöris – Alsdorf-Annapark – Herzogenrath – Aachen – Stolberg Flügelung in Stolberg (Sonntags und samstagnachmittags keine Flügelung in Stolberg und somit Stundentakt Stolberg – Stolberg Altstadt / Langerwehe) (aufgrund des Hochwassers 2021 b.a.w. zwischen Stolberg Hbf und Stolberg Altstadt sowie Eschweiler Talbahnhof mit Ersatzbussen) | Hinterer Zugteil: Stolberg – Stolberg Altstadt | 48 km        | 482       | DB Regio NRW | 1–2× Bombardier Talent (643.2)                                 |
| RB 21 Nord | Rurtalbahn (einzeln vergeben)                | Linnich – Jülich – Düren | Linnich – Jülich – Düren | 26 km        | 457 / 483 | Rurtalbahn   | Alstom Coradia LINT 54 (622), Stadler Regio-Shuttle RS1 (650)  |
| RB 21 Süd  | Rurtalbahn (einzeln vergeben)                | Düren – Kreuzau – Untermaubach-Schlagstein – Nideggen-Brück – Heimbach | Düren – Kreuzau – Untermaubach-Schlagstein – Nideggen-Brück – Heimbach | 30 km        | 484       | Rurtalbahn   | Alstom Coradia LINT 54 (622), Stadler Regio-Shuttle RS 1 (650) |
| RE 22      | Eifel-Express Dieselnetz Köln                | Köln Messe/Deutz – Köln Hbf – Euskirchen – Kall (– Trier als RB 22) | Köln Messe/Deutz – Köln Hbf – Euskirchen – Kall (– Trier als RB 22) | 109 km       | 474       | DB Regio NRW | Alstom Coradia LINT 81 (620) Alstom Coradia LINT 54 (622)      |
| RB 22      | Eifel-Express Dieselnetz Köln                | (Köln Messe/Deutz als RE 22 –) Kall – Blankenheim (Wald)– Gerolstein – Kyllburg – Bitburg-Erdorf – Trier | (Köln Messe/Deutz als RE 22 –) Kall – Blankenheim (Wald)– Gerolstein – Kyllburg – Bitburg-Erdorf – Trier | 109 km       | 474       | DB Regio NRW | Alstom Coradia LINT 81 (620) Alstom Coradia LINT 54 (622)      |
| RB 24      | Eifel-Bahn Dieselnetz Köln                   | (Köln Messe/Deutz –) Köln Hbf – Euskirchen – Kall (– Gerolstein) | (Köln Messe/Deutz –) Köln Hbf – Euskirchen – Kall (– Gerolstein) | 109 km       | 474       | DB Regio NRW | Alstom Coradia LINT 81 (620) Alstom Coradia LINT 54 (622)      |
| RB 25      | Oberbergische Bahn Dieselnetz Köln           | Köln – Overath – Engelskirchen – Gummersbach – Meinerzhagen – Lüdenscheid-Brügge – Lüdenscheid (samstags und sonntags Halbstundentakt nur zwischen Köln und Engelskirchen; morgens Verstärker in der Hauptverkehrszeit) | Köln – Overath – Engelskirchen – Gummersbach – Meinerzhagen – Lüdenscheid-Brügge – Lüdenscheid (samstags und sonntags Halbstundentakt nur zwischen Köln und Engelskirchen; morgens Verstärker in der Hauptverkehrszeit) | 97 km        | 459       | DB Regio NRW | Alstom Coradia LINT 81 (620) Alstom Coradia LINT 54 (622)      |
| RB 26      | MittelrheinBahn Mittelrhein (linksrheinisch) | Köln Messe/Deutz – Köln Hbf – Bonn – Remagen – Andernach – Koblenz – Mainz | Köln Messe/Deutz – Köln Hbf – Bonn – Remagen – Andernach – Koblenz – Mainz | 186 km       | 470       | trans regio  | 1–3× (ab Remagen 1–2×) Siemens Desiro ML (460)                 |
| RB 27      | Rhein-Erft-Bahn (einzeln vergeben)           | Mönchengladbach – Rommerskirchen – Köln – Köln/Bonn Flughafen – Troisdorf – Bonn-Beuel – Bad Honnef – Linz (Rhein) – Neuwied – Koblenz | Mönchengladbach – Rommerskirchen – Köln – Köln/Bonn Flughafen – Troisdorf – Bonn-Beuel – Bad Honnef – Linz (Rhein) – Neuwied – Koblenz                                                                                  | z. Z. 147 km | 465       | DB Regio NRW | 1–2× Baureihe 425                                              |
| RB 28      | Eifel-Bördebahn (einzeln vergeben)           | Düren – Zülpich – Euskirchen | Düren – Zülpich – Euskirchen | 30 km        | 12474     | Rurtalbahn   | 1× Stadler Regio-Shuttle RS1 (650)                             |

### Linien 30–39
- Linien oder -abschnitte mit einer Taktfolge < 60 Minuten, meistens im 30-Minuten-Takt, sind fett dargestellt.
- Linien oder -abschnitte mit einer Taktfolge > 60 Minuten, meistens im 120-Minuten-Takt, sind kursiv dargestellt.
- Linien oder -abschnitte außerhalb Nordrhein-Westfalens sind kleiner dargestellt.

| Linie         | Linienname Teilnetz der Linie                  | Linienweg | Linienweg | Länge  | KBS           | Betreiber                                 | Fahrzeuge im Regelbetrieb |
| ------------- | ---------------------------------------------- | --- | --- | ------ | ------------- | ----------------------------------------- | --- |
| RB 30         | Rhein-Ahr-Bahn Dieselnetz Köln                 | Bonn – Remagen – Bad Neuenahr-Ahrweiler – Dernau – Ahrbrück (aufgrund des Hochwassers 2021 b.a.w. zwischen Walporzheim und Ahrbrück mit Ersatzbussen) | Bonn – Remagen – Bad Neuenahr-Ahrweiler – Dernau – Ahrbrück (aufgrund des Hochwassers 2021 b.a.w. zwischen Walporzheim und Ahrbrück mit Ersatzbussen) | 50 km  | 477, 470      | DB Regio NRW                              | Alstom Coradia LINT 81 (620) |
| RB 31         | Der Niederrheiner Niers-Rhein-Emscher-Netz     | Duisburg – Moers – Xanten | Duisburg – Moers – Xanten | 44 km  | 498           | RheinRuhrBahn                             | 1–2× Alstom Coradia LINT 41 (648) |
| RB 32         | Rhein-Emscher-Bahn S-Bahn Rhein-Ruhr           | Dortmund – Castrop-Rauxel – Herne – Wanne-Eickel – Gelsenkirchen – Essen-Altenessen – Oberhausen – Duisburg | Dortmund – Castrop-Rauxel – Herne – Wanne-Eickel – Gelsenkirchen – Essen-Altenessen – Oberhausen – Duisburg | 56 km  | 416           | DB Regio NRW                              | Stadler Flirt 3XL (3429, selten 3427, siehe Besonderheiten) |
| RB 33         | Rhein-Niers-Bahn RE 8/RB 33                    | Aachen – Lindern Flügelung in Lindern | Vorderer Zugteil: Lindern – Mönchengladbach – Krefeld – Duisburg (– Essen Hbf – Essen-Steele) (verkehrt baustellenbedingt b.a.w. nur zwischen Aachen und Duisburg) | 130 km | 485           | DB Regio NRW                              | 2× Alstom Coradia Continental (1440) (Essen–Aachen 5-teilig, Heinsberg–Aachen 3-teilig) (Aufgrund von Fahrzeugmangel häufig ohne Flügelung, dann Pendelbetrieb Lindern–Heinsberg.) |
| RB 33         | Rhein-Niers-Bahn RE 8/RB 33                    | Aachen – Lindern Flügelung in Lindern | Hinterer Zugteil: Lindern – Heinsberg | 45 km  | 485           | DB Regio NRW                              | 2× Alstom Coradia Continental (1440) (Essen–Aachen 5-teilig, Heinsberg–Aachen 3-teilig) (Aufgrund von Fahrzeugmangel häufig ohne Flügelung, dann Pendelbetrieb Lindern–Heinsberg.) |
| RE 34 (IC 34) | Dortmund-Siegerland-Express (einzeln vergeben) | Dortmund – Witten – Hagen-Hohenlimburg – Iserlohn-Letmathe – Altena – Werdohl – Plettenberg – Finnentrop – Lennestadt-Grevenbrück – Lennestadt-Altenhundem – Kirchhundem-Welschen Ennest – Kreuztal – Siegen-Weidenau – Siegen – Dillenburg DB Regio: zweistündlich Dortmund – Siegen DB Fernverkehr: zwei- oder vierstündlich bis Dillenburg für Nahverkehr freigegebene Intercity-Züge der Linie Dortmund – Frankfurt HLB: Mo–Fr 3 Zugpaare / Sa–So 2 Zugpaare (Dortmund –) Letmathe – Siegen VIAS: 1 Zugpaar sonntags Hagen – Siegen | Dortmund – Witten – Hagen-Hohenlimburg – Iserlohn-Letmathe – Altena – Werdohl – Plettenberg – Finnentrop – Lennestadt-Grevenbrück – Lennestadt-Altenhundem – Kirchhundem-Welschen Ennest – Kreuztal – Siegen-Weidenau – Siegen – Dillenburg DB Regio: zweistündlich Dortmund – Siegen DB Fernverkehr: zwei- oder vierstündlich bis Dillenburg für Nahverkehr freigegebene Intercity-Züge der Linie Dortmund – Frankfurt HLB: Mo–Fr 3 Zugpaare / Sa–So 2 Zugpaare (Dortmund –) Letmathe – Siegen VIAS: 1 Zugpaar sonntags Hagen – Siegen | 161 km | 427, 440, 445 | DB Regio NRW DB Fernverkehr HLB VIAS Rail | Flirt 3XL (3427) IC2 (147.5) Coradia Continental (1440) Stadler Flirt (427) |
| RB 34         | Schwalm-Nette-Bahn Erft-Schwalm                | Mönchengladbach – Wegberg – Dalheim (am Wochenende Zweistundentakt) | Mönchengladbach – Wegberg – Dalheim (am Wochenende Zweistundentakt) | 24 km  | 487           | VIAS Rail                                 | Alstom Coradia LINT 41 (1648) |
| RB 35         | Emscher-Niederrhein-Bahn Niederrhein-Netz      | Gelsenkirchen – Essen-Altenessen – Oberhausen (– Duisburg Hbf –) Duisburg-Hochfeld Süd – Krefeld – Viersen – Mönchengladbach (verkehrt nur montags bis freitags) (baustellenbedingt b.a.w. SEV zwischen Oberhausen Hbf und Duisburg-Hochfeld Süd) | Gelsenkirchen – Essen-Altenessen – Oberhausen (– Duisburg Hbf –) Duisburg-Hochfeld Süd – Krefeld – Viersen – Mönchengladbach (verkehrt nur montags bis freitags) (baustellenbedingt b.a.w. SEV zwischen Oberhausen Hbf und Duisburg-Hochfeld Süd) | 70 km  | 490, 416      | VIAS Rail                                 | Stadler Flirt 3 (1429) |
| RB 36         | Ruhrort-Bahn Niers-Rhein-Emscher-Netz          | Duisburg-Ruhrort – Oberhausen (am Wochenende Stundentakt) | Duisburg-Ruhrort – Oberhausen (am Wochenende Stundentakt) | 9 km   | 447           | RheinRuhrBahn                             | Seit 15.12.2024 Bedienung mit Omnibussen, der Fahrplan im Internet wurde mit dem der Linie RE 44 aktualisiert.                                                                     |
| RB 37         | Niers-Erft-Bahn (einzeln vergeben)             | Krefeld – Meerbusch-Osterath – Neuss (verkehrt nur montags bis freitags) | Krefeld – Meerbusch-Osterath – Neuss (verkehrt nur montags bis freitags) | 17 km  | 495           | TRI Train Rental                          | Baureihe 182 + 3 n-Wagen Baureihe 111 + 3 n-Wagen |
| RB 38         | Erft-Bahn Dieselnetz Köln                      | Bedburg (Erft) – Bergheim – Horrem – Köln Hbf – Köln Messe/Deutz (am Wochenende Stundentakt) | Bedburg (Erft) – Bergheim – Horrem – Köln Hbf – Köln Messe/Deutz (am Wochenende Stundentakt) | 36 km  | 481           | DB Regio NRW                              | Alstom Coradia LINT 81 (620) |
| RB 39         | Düssel-Erft-Bahn Erft-Schwalm                  | Düsseldorf Hbf – Neuss Hbf – Grevenbroich – Bedburg (Erft) (am Wochenende Stundentakt und nur zwischen Neuss Hbf und Bedburg, ausgenommen nachts) | Düsseldorf Hbf – Neuss Hbf – Grevenbroich – Bedburg (Erft) (am Wochenende Stundentakt und nur zwischen Neuss Hbf und Bedburg, ausgenommen nachts) | 35 km  | 488           | VIAS Rail                                 | Alstom Coradia LINT 41 (1648) Alstom Coradia LINT 54 (622) |
| RB 39         | Ahrtalbahn Dieselnetz Köln                     | Remagen – Dernau (aufgrund des Hochwassers 2021 b.a.w. zwischen Walporzheim und Dernau mit Ersatzbussen) | Remagen – Dernau (aufgrund des Hochwassers 2021 b.a.w. zwischen Walporzheim und Dernau mit Ersatzbussen) | 19 km  | 477           | DB Regio NRW                              | Alstom Coradia LINT 54 (622) |

### Linien 40–49
- Linien oder -abschnitte mit einer Taktfolge < 60 Minuten, meistens im 30-Minuten-Takt, sind fett dargestellt.
- Linien oder -abschnitte mit einer Taktfolge > 60 Minuten, meistens im 120-Minuten-Takt, sind kursiv dargestellt.
- Linien oder -abschnitte außerhalb Nordrhein-Westfalens sind kleiner dargestellt.

| Linie | Linienname Teilnetz der Linie                  | Linienweg | Länge  | KBS               | Betreiber        | Fahrzeuge im Regelbetrieb                                                                                  |
| ----- | ---------------------------------------------- | --- | ------ | ----------------- | ---------------- | --- |
| RB 40 | Ruhr-Lenne-Bahn S-Bahn Rhein-Ruhr              | Essen – Bochum – Witten – Hagen | 45 km  | 415, 427          | DB Regio NRW     | Stadler Flirt 3XL (3429, 3427)                                                                             |
| RE 41 | Vest-Ruhr-Express S-Bahn Rhein-Ruhr            | Bochum – Recklinghausen – Marl-Sinsen – Haltern am See | 33 km  | 425, 428          | DB Regio NRW     | Stadler Flirt 3XL (3427)                                                                                   |
| RE 42 | Niers-Haard-Express Haard-Achse                | Münster – Haltern am See – Recklinghausen – Gelsenkirchen – Essen – Mülheim – Duisburg – Krefeld – Viersen – Mönchengladbach                                                   | 143 km | 425, 490          | DB Regio NRW     | 1–2× Stadler Flirt 3 (1428) Bombardier Traxx P160 AC1 (146.1) + 4 Doppelstockwagen                         |
| RB 43 | Emschertal-Bahn Sauerland-Netz                 | Dorsten – Gladbeck Ost – Gelsenkirchen-Buer Süd – Wanne-Eickel – Herne – Castrop-Rauxel Süd – Dortmund                                                                         | 53 km  | 426               | DB Regio NRW     | 1× Pesa Link II (632) 1× Pesa Link III (633) selten 1× Bombardier Talent (644)                             |
| RE 44 | Fossa-Emscher-Express Niers-Rhein-Emscher-Netz | Bottrop – Oberhausen – Duisburg (– Moers) (verkehrt baustellenbedingt b.a.w. nur zwischen Bottrop und Duisburg)                                                                | 36 km  | 424               | RheinRuhrBahn    | Seit 15. Dezember 2024 Bedienung mit Omnibussen, der Fahrplan im Internet wurde entsprechend aktualisiert. |
| RB 46 | Glückauf-Bahn Ruhr-Sieg-Netz                   | Gelsenkirchen – Wanne-Eickel – Bochum (am Wochenende Stundentakt) | 16 km  | 428               | VIAS Rail        | Stadler Flirt (426.1)                                                                                      |
| RE 47 | Düssel-Wupper-Express (einzeln vergeben)       | Düsseldorf – Hilden – Solingen – Remscheid Hbf – Remscheid-Lennep (Aufgrund von Fahrzeugschäden bis frühestens Ende 2025 eingestellt. Es gibt einen Ersatzverkehr mit Bussen.) | 41 km  | 450.1, 450.7      | Regiobahn        | Integral S5D95                                                                                             |
| RB 48 | Rhein-Wupper-Bahn Rhein-Wupper-Schiene         | Wuppertal-Oberbarmen – Wuppertal – Solingen – Köln – Bonn – Bonn-Mehlem | 97 km  | 455, 470          | National Express | 1–2× Bombardier Talent 2 (9442)                                                                            |
| RE 49 | Wupper-Lippe-Express S-Bahn Rhein-Ruhr         | Wuppertal – Velbert-Langenberg – Essen Hbf – Mülheim(Ruhr)Hbf – Oberhausen Hbf – Wesel (verkehrt nur montags bis freitags)                                                     | 86 km  | 420, 450.3, 450.9 | DB Regio NRW     | Stadler Flirt 3XL (3429)                                                                                   |

### Linien 50–59
- Linien oder -abschnitte mit einer Taktfolge < 60 Minuten, meistens im 30-Minuten-Takt, sind fett dargestellt.
- Linien oder -abschnitte mit einer Taktfolge > 60 Minuten, meistens im 120-Minuten-Takt, sind kursiv dargestellt.
- Linien oder -abschnitte außerhalb Nordrhein-Westfalens sind kleiner dargestellt.

| Linie | Linienname Teilnetz der Linie             | Linienweg | Linienweg | Länge                                       | KBS      | Betreiber    | Fahrzeuge im Regelbetrieb                                                                   |
| ----- | ----------------------------------------- | --- | --- | ------------------------------------------- | -------- | ------------ | ------------------------------------------------------------------------------------------- |
| RB 50 | Der Lüner Hellweg-Netz                    | Dortmund – Lünen – Münster | Dortmund – Lünen – Münster | 55 km                                       | 411      | Eurobahn     | 1–2× Stadler Flirt 3 (1429)                                                                 |
| RB 51 | Westmünsterland-Bahn Münster West         | Dortmund – Lünen – Coesfeld – Gronau – Enschede (am Wochenende Stundentakt) | Dortmund – Lünen – Coesfeld – Gronau – Enschede (am Wochenende Stundentakt) | 105 km                                      | 412      | DB Regio NRW | 1–3× Bombardier Talent (643) selten 1× Bombardier Talent (644) + 1× Bombardier Talent (643) |
| RB 52 | Volmetal-Bahn Sauerland-Netz              | Dortmund – Herdecke – Hagen – Rummenohl – Lüdenscheid-Brügge – Lüdenscheid (am Sonntagmorgen Zweistundentakt zwischen Hagen und Lüdenscheid) | Dortmund – Herdecke – Hagen – Rummenohl – Lüdenscheid-Brügge – Lüdenscheid (am Sonntagmorgen Zweistundentakt zwischen Hagen und Lüdenscheid) | 54 km                                       | 434      | DB Regio NRW | 1× Pesa Link II (632) 1× Pesa Link III (633)                                                |
| RB 53 | Ardey-Bahn Sauerland-Netz                 | Dortmund – Schwerte – Iserlohn (am Wochenende Stundentakt) | Dortmund – Schwerte – Iserlohn (am Wochenende Stundentakt) | 39 km                                       | 433      | DB Regio NRW | 1× Pesa Link II (632)                                                                       |
| RB 54 | Hönnetal-Bahn Sauerland-Netz              | Unna – Fröndenberg – Menden – Balve – Neuenrade (aufgeteilt in Teillinien Unna – Menden bzw. Fröndenberg – Neuenrade. Unna – Menden: am Sonntagmorgen im Zweistundentakt. Fröndenberg – Neuenrade: am Sonntag ganztägig im Zweistundentakt) (aufgrund von Streckenschäden b.a.w. zwischen Unna und Fröndenberg mit Ersatzbussen) | Unna – Fröndenberg – Menden – Balve – Neuenrade (aufgeteilt in Teillinien Unna – Menden bzw. Fröndenberg – Neuenrade. Unna – Menden: am Sonntagmorgen im Zweistundentakt. Fröndenberg – Neuenrade: am Sonntag ganztägig im Zweistundentakt) (aufgrund von Streckenschäden b.a.w. zwischen Unna und Fröndenberg mit Ersatzbussen) | 39 km                                       | 437      | DB Regio NRW | 1× Pesa Link II (632) 2× bei vereinzelten Fahrten im Schülerverkehr                         |
| RE 57 | Dortmund-Sauerland-Express Sauerland-Netz | Dortmund – Fröndenberg – Arnsberg – Meschede – Bestwig (abends über Schwerte als Flügelzug mit der Linie RB 53) | Flügelung: Bestwig – Winterberg | 115 km nach Winterberg, 154 km nach Warburg | 435, 438 | DB Regio NRW | 1–2× Pesa Link III (633) + Pesa Link II (632)                                               |
| RE 57 | Dortmund-Sauerland-Express Sauerland-Netz | Dortmund – Fröndenberg – Arnsberg – Meschede – Bestwig (abends über Schwerte als Flügelzug mit der Linie RB 53) | Flügelung: Bestwig – Brilon Wald – Warburg/(– Brilon Stadt) Bedienung Brilon Wald – Brilon Stadt vor 8 Uhr und nach 22 Uhr | 115 km nach Winterberg, 154 km nach Warburg | 435, 438 | DB Regio NRW | 1–2× Pesa Link III (633) + Pesa Link II (632)                                               |
| RB 58 | Der Bramscher Weser-Ems                   | Osnabrück – Lotte-Halen – Bramsche – Vechta – Delmenhorst – Bremen | Osnabrück – Lotte-Halen – Bramsche – Vechta – Delmenhorst – Bremen | 126 km                                      | 394      | NordWestBahn | 1–3× Alstom Coradia LINT 41 (648)                                                           |
| RB 59 | Hellweg-Bahn Hellweg-Netz                 | Dortmund – Unna – Werl – Soest (sonntags im Stundentakt) | Dortmund – Unna – Werl – Soest (sonntags im Stundentakt) | 54 km                                       | 431      | Eurobahn     | Stadler Flirt (428)                                                                         |

### Linien 60–69
- Linien oder -abschnitte mit einer Taktfolge < 60 Minuten, meistens im 30-Minuten-Takt, sind fett dargestellt.
- Linien oder -abschnitte mit einer Taktfolge > 60 Minuten, meistens im 120-Minuten-Takt, sind kursiv dargestellt.
- Linien oder -abschnitte außerhalb Nordrhein-Westfalens sind kleiner dargestellt.

| Linie | Linienname Teilnetz der Linie            | Linienweg | Länge  | KBS           | Betreiber     | Fahrzeuge im Regelbetrieb                |
| ----- | ---------------------------------------- | --- | ------ | ------------- | ------------- | ---------------------------------------- |
| RE 60 | Ems-Leine-Express Elektronetz Mittelland | Rheine – Ibbenbüren – Osnabrück – Bünde – Minden – Hannover – Braunschweig                                                   | 270 km | 310, 370, 375 | Westfalenbahn | Stadler KISS                             |
| RB 61 | Wiehengebirgs-Bahn Teutoburger-Wald-Netz | Hengelo – Bad Bentheim – Rheine – Ibbenbüren – Osnabrück – Herford – Bielefeld                                               | 160 km | 375           | Eurobahn      | Stadler Flirt (2429 Mehrsystem D/NL)     |
| RE 62 | Ems-Werre-Express (einzeln vergeben)     | Rheine – Ibbenbüren – Osnabrück – Bünde – Löhne                                                                              | 95 km  | 375           | DB Regio Nord | Alstom Coradia Continental (440)         |
| RB 63 | Baumberge-Bahn Münster West              | Münster Zentrum Nord – Münster – Coesfeld (Halbstundentakt in HVZ, Münster Zentrum Nord nur Mo–Fr)                           | 44 km  | 408           | DB Regio NRW  | 1–2× Bombardier Talent (643)             |
| RB 64 | Euregio-Bahn Münster West                | Münster – Gronau – Enschede (Halbstundentakt in HVZ in Lastrichtung)                                                         | 65 km  | 407           | DB Regio NRW  | 1–3× Bombardier Talent (643, 644)        |
| RB 65 | Ems-Bahn Teutoburger-Wald-Netz           | Münster – Greven – Emsdetten – Rheine (Halbstundentakt in HVZ)                                                               | 39 km  | 410           | Eurobahn      | Stadler Flirt (427/429, teilweise beide) |
| RB 66 | Teuto-Bahn Teutoburger-Wald-Netz         | Münster – Lengerich – Osnabrück (Aufgrund von Personalmangels b.a.w. nur im Zwei-Stunden-Takt)                               | 50 km  | 385           | Eurobahn      | Stadler Flirt (427/429, teilweise beide) |
| RB 67 | Der Warendorfer OWL-Dieselnetz           | Münster – Warendorf – Gütersloh – Bielefeld (Aufgrund von Personalmangels b.a.w. nur zwischen Münster und Rheda-Wiedenbrück) | 76 km  | 400, 406      | Eurobahn      | 1–2× Bombardier Talent (643)             |
| RB 69 | Ems-Börde-Bahn Hellweg-Netz              | Münster – Hamm – Bielefeld Flügelung in Hamm. Zugteil nach Paderborn fährt als RB 89                                         | 102 km | 400, 410      | Eurobahn      | Stadler Flirt (428)                      |

### Linien 70–79
- Linien oder -abschnitte mit einer Taktfolge < 60 Minuten, meistens im 30-Minuten-Takt, sind fett dargestellt.
- Linien oder -abschnitte mit einer Taktfolge > 60 Minuten, meistens im 120-Minuten-Takt, sind kursiv dargestellt.
- Linien oder -abschnitte außerhalb Nordrhein-Westfalens sind kleiner dargestellt.

| Linie | Linienname Teilnetz der Linie              | Linienweg                                                   | Länge  | KBS           | Betreiber     | Fahrzeuge im Regelbetrieb                          |
| ----- | ------------------------------------------ | ----------------------------------------------------------- | ------ | ------------- | ------------- | -------------------------------------------------- |
| RE 70 | Weser-Leine-Express Elektronetz Mittelland | Bielefeld – Herford – Minden – Hannover – Braunschweig      | 169 km | 310, 370, 401 | Westfalenbahn | Stadler KISS                                       |
| RB 71 | Ravensberger Bahn OWL-Dieselnetz           | Bielefeld – Herford – Bünde – Rahden                        | 61 km  | 386           | Eurobahn      | 1–2× Bombardier Talent (643)                       |
| RB 72 | Ostwestfalen-Bahn Teutoburger-Wald-Netz    | Herford – Lage – Detmold – Altenbeken – Paderborn           | 74 km  | 405, 429      | Eurobahn      | Stadler Flirt (427)                                |
| RB 73 | Der Lipperländer OWL-Dieselnetz            | Bielefeld – Lage – Lemgo                                    | 31 km  | 404           | Eurobahn      | 1–2× Bombardier Talent (643)                       |
| RB 74 | Senne-Bahn OWL-Dieselnetz                  | Bielefeld – Sennestadt – Paderborn (Halbstundentakt in HVZ) | 44 km  | 403           | NordWestBahn  | 1–2× Bombardier Talent (643)                       |
| RB 75 | Haller Willem OWL-Dieselnetz               | Bielefeld – Halle – Osnabrück (am Wochenende Stundentakt)   | 57 km  | 402           | NordWestBahn  | 1–2× Bombardier Talent (643)                       |
| RB 77 | Weser-Bahn Dieselnetz Niedersachsen-Mitte  | Herford – Löhne – Rinteln – Hameln – Elze – Hildesheim      | 110 km | 372           | DB Start      | 1–2× Alstom Coradia LINT 41 (648)                  |
| RE 78 | Porta-Express Teutoburger-Wald-Netz        | Bielefeld – Herford – Löhne – Minden – Nienburg             | 98 km  | 370, 124      | Eurobahn      | Stadler Flirt (427/428/429) Stadler Flirt 3 (2429) |

### Linien 80–89
- Linien oder -abschnitte mit einer Taktfolge < 60 Minuten, meistens im 30-Minuten-Takt, sind fett dargestellt.
- Linien oder -abschnitte mit einer Taktfolge > 60 Minuten, meistens im 120-Minuten-Takt, sind kursiv dargestellt.
- Linien oder -abschnitte außerhalb Nordrhein-Westfalens sind kleiner dargestellt.

| Linie | Linienname Teilnetz der Linie | Linienweg | Länge  | KBS      | Betreiber                           | Fahrzeuge im Regelbetrieb    |
| ----- | ----------------------------- | --- | ------ | -------- | ----------------------------------- | ---------------------------- |
| RE 82 | Der Leineweber OWL-Dieselnetz | Bielefeld – Oerlinghausen – Lage – Detmold – Altenbeken (Aufgrund von Personalmangels b.a.w. nur einzelne Fahrten zwischen Bielefeld und Detmold / Horn-Bad Meinberg) | 56 km  | 404, 405 | Eurobahn, DB Regio (bis 31.07.2025) | Bombardier Talent (643/644)  |
| RB 84 | Egge-Bahn OWL-Dieselnetz      | Paderborn – Höxter-Ottbergen – Holzminden – Kreiensen Flügelung in Höxter-Ottbergen, Zugteil nach Göttingen fährt als RB 85                                           | 111 km | 403      | NordWestBahn                        | 1–2× Bombardier Talent (643) |
| RB 85 | Oberweser-Bahn OWL-Dieselnetz | Paderborn – Höxter-Ottbergen – Bodenfelde – Göttingen Flügelung in Höxter-Ottbergen, Zugteil nach Holzminden/Kreiensen fährt als RB 84                                | 112 km | 356, 356 | NordWestBahn                        | 1–2× Bombardier Talent (643) |
| RB 89 | Ems-Börde-Bahn Hellweg-Netz   | Münster – Hamm – Soest – Lippstadt – Geseke – Salzkotten – Paderborn (– Warburg) Stündlich Flügelung in Hamm. Zugteil nach Bielefeld fährt weiter als RB 69           | 168 km | 410, 430 | Eurobahn                            | 1–2× Stadler Flirt (428)     |

### Linien 90–99
- Linien oder -abschnitte mit einer Taktfolge < 60 Minuten, meistens im 30-Minuten-Takt, sind fett dargestellt.
- Linien oder -abschnitte mit einer Taktfolge > 60 Minuten, meistens im 120-Minuten-Takt, sind kursiv dargestellt.
- Linien oder -abschnitte außerhalb Nordrhein-Westfalens sind kleiner dargestellt.

| Linie       | Linienname Teilnetz der Linie                         | Linienweg | Länge                                   | KBS      | Betreiber                  | Fahrzeuge im Regelbetrieb                                                                                               |
| ----------- | ----------------------------------------------------- | --- | --------------------------------------- | -------- | -------------------------- | --- |
| RB 90       | Westerwald-Sieg-Bahn Dieselnetz Eifel-Westerwald-Sieg | Limburg – Westerburg – Altenkirchen – Au – Betzdorf – Siegen (– Kreuztal) (HVZ-Verstärker zwischen Altenkirchen und Betzdorf, teilweise Linienbruch in Altenkirchen) | 113 km (bis Siegen)                     | 461, 460 | Hessische Landesbahn       | Alstom Coradia LINT 41 (648/1648) vereinzelt Alstom Coradia LINT 27 (640) und BR629                                     |
| RB 91       | Ruhr-Sieg-Bahn Ruhr-Sieg-Netz                         | Hagen – Iserlohn-Letmathe – (Finnentrop – Siegen) / Iserlohn (an Sonn- und Feiertagen tagsüber Zweistundentakt nur zwischen Hagen und Siegen, ab 21 Uhr Stundentakt nach Siegen und Iserlohn) (derzeit b.a.w. ohne Zugteilung; von/nach Iserlohn immer mit Umstieg in Letmathe) | 106 km nach Siegen, 27 km nach Iserlohn | 440      | VIAS Rail                  | 2× (ab Flügelung jeweils 1×) Stadler Flirt (Meist 426.1 nach Iserlohn und 427 nach Siegen, selten 2× 426.1 oder 2× 427) |
| RB 91       | Ruhr-Sieg-Bahn Ruhr-Sieg-Netz                         | Hagen – Iserlohn-Letmathe – (Finnentrop – Siegen) / Iserlohn (an Sonn- und Feiertagen tagsüber Zweistundentakt nur zwischen Hagen und Siegen, ab 21 Uhr Stundentakt nach Siegen und Iserlohn) (derzeit b.a.w. ohne Zugteilung; von/nach Iserlohn immer mit Umstieg in Letmathe) | 106 km nach Siegen, 27 km nach Iserlohn | 440      | Hessische Landesbahn       | Alstom Coradia LINT 27 (640) Alstom Coradia LINT 41 (648)                                                               |
| RB 92       | Biggesee-Express Dieselnetz Eifel-Westerwald-Sieg     | Finnentrop – Attendorn – Olpe | 24 km                                   | 442      | Hessische Landesbahn       | Alstom Coradia LINT 27 (640) Alstom Coradia LINT 41 (648)                                                               |
| RB 93       | Rothaar-Bahn Dieselnetz Eifel-Westerwald-Sieg         | (Altenkirchen –) Betzdorf – Siegen – Kreuztal – Hilchenbach – Erndtebrück – Bad Berleburg (an Sonn- und Feiertagen Zweistundentakt zwischen Betzdorf und Siegen) | 75 km (ab Betzdorf)                     | 460, 443 | Hessische Landesbahn       | Alstom Coradia LINT 41 (648/1648) (vereinzelt LINT 41+LINT27)                                                           |
| RB 94       | Obere Lahntalbahn Nordwesthessen-Netz                 | (Betzdorf –) Erndtebrück – Bad Laasphe – Marburg (an Sonn- und Feiertagen Zweistundentakt auf der Gesamtstrecke, Samstags zwei Zugpaare verlängert bis Betzdorf) | 64 km (ab Erndtebrück)                  | 623      | DB RegioNetz Verkehrs GmbH | Siemens Desiro Classic (642)                                                                                            |
| RB 95       | Sieg-Dill-Bahn Dieselnetz Eifel-Westerwald-Sieg       | Siegen – Wilnsdorf-Rudersdorf – Haiger – Dillenburg (Zweistundentakt, verkehrt nur montags bis samstags) | 32 km                                   | 445      | Hessische Landesbahn       | Alstom Coradia LINT 41 (1648) Alstom Coradia Continental (1440)                                                         |
| RB 96       | Hellertal-Bahn Dieselnetz Eifel-Westerwald-Sieg       | Betzdorf – Herdorf – Neunkirchen – Burbach – Haiger – Dillenburg (Sonntagmorgens im Zweistundentakt) | 42 km                                   | 462      | Hessische Landesbahn       | Alstom Coradia LINT 41 (1648)                                                                                           |
| RB 97       | Daadetal-Bahn (einzeln vergeben)                      | Betzdorf – Daaden (verläuft ausschließlich in Rheinland-Pfalz) |                                         | 463      | Westerwaldbahn             | 1–2× Stadler GTW (646)                                                                                                  |
| RE 97 RB 97 | Lahn-Sauerland-Express Nordwesthessen-Netz            | Brilon Stadt – Brilon Wald – Willingen – Korbach – Frankenberg – Marburg Fahrten, die nicht an allen Stationen halten, als RE 97, in der Clubsaison zusätzliche Fahrten Brilon Stadt – Willingen                                                                                | 102 km                                  | 439, 622 | DB RegioNetz Verkehrs GmbH | Siemens Desiro Classic (642)                                                                                            |
| RE 99       | Main-Sieg-Express Main-Lahn-Sieg-Netz                 | Siegen – Wilnsdorf-Rudersdorf – Haiger – Dillenburg – Wetzlar – Gießen – Friedberg – Frankfurt (stündlich nach Frankfurt nur mit Umstieg in Gießen / 1 Zug morgens von Au) | 139 km                                  | 445, 630 | Hessische Landesbahn       | Stadler Flirt (429) (Gießen–Frankfurt: 2× 429; HVZ: 3× 429; Sprinter 429+427)                                           |

### Eingestellte Linien
Dieser Abschnitt ist noch unvollständig.
| Linie                               | Zeitraum                            | Linienname Teilnetz der Linie | Linienweg | KBS                | Betreiber                                      | Grund der Einstellung / Bemerkungen |
| ----------------------------------- | ----------------------------------- | ----------------------------- | --- | ------------------ | ---------------------------------------------- | --- |
| HKX                                 | 1. Februar 2014 bis 31. August 2016 | Hamburg-Köln-Express          | Hamburg – Osnabrück – Münster – Recklinghausen – Gelsenkirchen – Essen – Duisburg – Düsseldorf – Köln – Bonn – Koblenz – Bingen – Frankfurt                                                    |                    | Bahntouristikexpress                           | fuhr nur zeitweise als Schienenpersonennahverkehr |
| RE 4                                |                                     | Wupper-Express                | Münster – Hamm – Hagen – Wuppertal – Düsseldorf – Mönchengladbach – Aachen | 431, 455, 485      | DB Regio NRW                                   | ersetzt durch RE 4 und RE 7 |
| RE 6                                | bis Dezember 2002                   | Rhein-Wupper-Express          | Wuppertal – Solingen – Köln – Bonn – Koblenz | 455, 480           | DB Regio NRW                                   | ersetzt durch RB 48 |
| RE 6a                               | Dezember 2015 bis Dezember 2016     |                               | Köln/Bonn Flughafen – Köln – Dormagen – Neuss – Düsseldorf |                    | DB Regio NRW                                   | ersetzt durch RE 6 |
| RE 8                                | bis Dezember 2002                   | Rhein-Holland-Express         | Venlo – Viersen – Mönchengladbach – Grevenbroich – Köln – Troisdorf – Bonn-Beuel – Neuwied – Koblenz                                                                                           |                    | DB Regio NRW                                   | Streckenabschnitt Mönchengladbach – Venlo ersetzt durch RE 13 |
| RE 11                               | bis Dezember 2002                   | Westfalen-Express             | Düsseldorf – Duisburg – Essen – Bochum – Dortmund – Hamm (Westf) – Bielefeld |                    | DB Regio NRW                                   | ersetzt durch RE 6 und Verlängerung nach Minden (Westf) sowie Köln/Bonn Flughafen                                                                                    |
| RE 13                               |                                     | Der Viersener                 | Düsseldorf – Neuss – Mönchengladbach – Viersen – Kaldenkirchen |                    | DB Regio NRW                                   | unter gleicher Liniennummer als Maas-Wupper-Express verlängert nach Venlo bzw. über Wuppertal und Hagen nach Hamm                                                    |
| RE 16                               | bis Dezember 2022                   | Ruhr-Sieg-Express             | Essen – Hagen – Letmathe, dort Zugteilung nach Iserlohn und Siegen | 415, 427, 440      | DB Regio NRW Abellio Rail NRW (2007–Feb. 2022) | ersetzt durch RE 34 und verkürzten RE 16 |
| RE 18                               | bis Dezember 2002                   | Rhein-Erft-Express            | Mönchengladbach – Grevenbroich – Köln – Troisdorf – Bonn-Beuel – Neuwied – Koblenz | 485                | DB Regio Südwest                               | ersetzt durch RB 27 |
| RE 19                               | bis Dezember 2002                   | Hellweg-Express               | Dortmund – Soest – Paderborn – Warburg | 459, 430           | DB Regio NRW                                   | ersetzt durch RB 59 und RB 89 |
| RE 19a (2019–2022) RB 32 (bis 2019) | bis Januar 2022                     | Der Bocholter                 | Wesel – Bocholt | 421                | DB Regio NRW (bis 2016) Abellio Rail NRW       | ersetzt durch Flügelzug des RE 19 |
| RE 20                               | 1998 bis Dezember 2002              | Eifel-Saar-Express            | Köln – Gerolstein – Trier – Saarbrücken | 474                | DB Regio Südwest                               | technische Mängel an den Triebwagen 611 führten nach wenigen Monaten zur Verkürzung bis Trier und später ersetzt durch den RE 12                                     |
| RB 21                               | bis Dezember 2002                   | Grenzland-Bahn                | Köln – Düren – Aachen – Geilenkirchen – Mönchengladbach | 480, 485           | DB Regio NRW                                   | ersetzt durch RE 9, RB 33 und S 13 |
| RB 23                               | bis Juli 2021                       | Voreifel-Bahn                 | Euskirchen – Bad Münstereifel | 475                | DB Regio NRW                                   | Nach dem Hochwasser 2021 ersetzt durch S-Bahn-Linie S 23 |
| RE EM24                             | 14. Juni 2024 bis 14. Juli 2024     |                               | Dortmund – Gelsenkirchen – Oberhausen – Duisburg – Düsseldorf – Köln | 415, 416           | DB Regio NRW, Centralbahn, TRI                 | Sonderlinie zur Fußball-Europameisterschaft der Männer 2024 |
| RB 26                               |                                     |                               | Düren – Jülich |                    | Rurtalbahn                                     | ersetzt durch RB 21 |
| RB 27                               |                                     |                               | Düren – Heimbach |                    | Rurtalbahn                                     | ersetzt durch RB 21 |
| RB 28                               |                                     |                               | Aachen – Heerlen |                    |                                                | ersetzt durch RB 20, später RE 18 |
| RE 29                               | 2002 – 2024                         | euregioAIXpress               | Aachen – Welkenraedt – Verviers – Pepinster – Chaudfontaine – Angleur – Liège-Guillemins – Liège-Saint-Lambert.                                                                                |                    | SNCB                                           | ersetzt durch S 41 |
| RB 30                               | bis 1999                            |                               | Krefeld – Kleve |                    | DB Regio NRW                                   | ersetzt durch RE 10 |
| RB 31                               | 18. Mai bis 11. Oktober 2020        | Der Niederrheiner             | Kamp-Lintfort Süd – Moers – Duisburg Hbf |                    | NordWestBahn                                   | temporärer Zugverkehr während der Landesgartenschau Kamp-Lintfort 2020                                                                                               |
| RB 34                               | Dezember 2005 bis Juni 2006         | Der Arnheimer                 | Emmerich – Zevenaar – Arnhem | 420                | Syntus, DB Regio NRW                           | Testlinie, nunmehr ersetzt durch RE 19 |
| RB 34                               | bis 1999                            |                               | Mettmann – Düsseldorf |                    | DB Regio NRW                                   | ersetzt durch S 28 |
| RB 35                               | bis 2016                            | Der Weseler                   | (Emmerich –) Wesel – Oberhausen Hbf – Duisburg Hbf (– Düsseldorf Hbf – Köln Hbf) |                    | DB Regio NRW                                   | ersetzt durch RE 19 |
| RB 37                               | bis 2019                            | Der Wedauer                   | Duisburg Hbf – Duisburg-Wedau – Duisburg-Entenfang |                    | DB Regio NRW                                   | Zugverkehr eingestellt, ersetzt durch Bus 928 (DVG) |
| RB 41                               | Herbst 2003 – Dezember 2004         |                               | Hamm(Westf)Hbf – Dortmund Hbf | 415                | DB Regio NRW                                   | Zusatzlinie, da der RE 1 den Anschluss zur RB 89 aufgrund deren verminderter Höchstgeschwindigkeit nur durch Auslassung von Halten erreichen konnte                  |
| RB 42                               | bis Dezember 2020                   | Upland-Bahn                   | Brilon Stadt – Brilon Wald – Korbach – Frankenberg – Marburg | 439, 622           | DB RegioNetz Verkehrs GmbH                     | ersetzt durch RE 97 und RB 97 |
| RB 44                               | bis Dezember 2019                   | Der Dorstener                 | Dorsten – Oberhausen Hbf | 423                | NordWestBahn                                   | ersetzt durch RE 44 und zusätzliche Fahrten des RE 14 |
| RB 45                               | bis Dezember 2021                   | Der Coesfelder                | Dorsten – Coesfeld | 424                | NordWestBahn                                   | ersetzt durch Flügelzug des RE 14 |
| RB 47                               | bis Dezember 2013                   | Der Müngstener                | Wuppertal Hbf – Remscheid Hbf – Solingen Hbf | 458 (450.7)        | DB Regio NRW                                   | ersetzt durch S 7 |
| RB 49 (zuvor 9)                     | bis Dezember 2003                   | Niederbergische Bahn          | Essen Hbf – Velbert-Langenberg – Wuppertal Hbf | 446 (450.9)        | DB Regio NRW                                   | ersetzt durch S 9 |
| RB 55                               | bis Dezember 2002                   | Der Winterberger              | Bestwig – Winterberg | 438                | DB Regio NRW                                   | ersetzt durch RE 57 |
| RE 55                               |                                     | Der Winterberger              | Dortmund Hbf – Fröndenberg – Bestwig – Winterberg | 433, 435, 438      | DB Regio NRW                                   | ersetzt durch RE 57, ein Zugpaar an Feiertagen |
| RB 56                               |                                     | Upland-Bahn                   | Brilon Wald – Korbach | 439                | DB Regio AG                                    | ersetzt durch RB 97 und RE 97 |
| RB 56 (2003–2007) RB 58 (2001–2003) | 2003 bis Dezember 2007              | Der Iserlohner                | Hagen – Letmathe – Iserlohn | 427                | DB Regio NRW                                   | ersetzt durch RE 16 und RB 91 |
| RB 62                               | 1998 bis 2004                       | Der Cherusker                 | Rheine – Osnabrück – Herford – Detmold – Paderborn | 375, 386, 405, 429 | DB Regio NRW                                   | ersetzt durch RB 61 und RB 72 |
| RB 68                               | bis 2016                            | Emsauen-Bahn                  | Münster – Münster-Sprakel – Greven – Reckenfeld – Emsdetten – Rheine-Mesum – Rheine |                    | DB Regio NRW                                   | ersetzt durch RB 65 |
| RE 76                               |                                     |                               | Bielefeld – Minden – Nienburg – Verden – Rotenburg |                    | DB Regio Nord                                  | ersetzt durch RB 76 und RE 78 |
| RB 76                               | bis Dezember 2017                   | Weser-Aller-Bahn              | Minden – Nienburg – Verden – Rotenburg | 124                | DB Regio NRW                                   | ersetzt durch RE 78 |
| RB 79                               | Dezember 2003 bis Dezember 2005     | Bückeberge-Bahn               | Minden – Stadthagen – Hannover | 363.1              | DB Regio NRW                                   | ersetzt durch S 1 |
| RB 83                               | Dezember 2003 bis Dezember 2005     | Weserbergland-Bahn            | Paderborn – Bad Pyrmont – Hameln | 363.5              | DB Regio NRW                                   | ersetzt durch S 5 |
| RB 86                               |                                     | Solling-Bahn                  | Ottbergen – Bodenfelde – Northeim (Han) | 356                | DB Regio AG                                    | ersetzt durch RB 81 und RB 85 |
| 61                                  |                                     |                               | Düsseldorf Hbf – Erkrath – Wuppertal – Schwelm – Gevelsberg (/ einige Fahrten auch über Ennepetal (Gevelsberg)) – Hagen Hbf                                                                    |                    |                                                | ersetzt durch S 8 |
| 62                                  |                                     |                               | Köln – Opladen – Leichlingen – Solingen-Ohligs – Haan – Wuppertal – Schwelm – Ennepetal (Gevelsberg) – Hagen – Schwerte – Holzwickede – Unna – Hamm (Westf)                                    |                    |                                                | ersetzt durch RE 6 und später durch RE 7 und RB 48 |
| 67                                  |                                     |                               | Wuppertal-Vohwinkel – Wuppertal Hbf – Wuppertal-Oberbarmen – Remscheid-Lennep – Bergisch Born – Opladen / Bergisch Born – Dieringhausen / Remscheid Hbf – Solingen Hbf (alt) – Solingen-Ohligs |                    |                                                | ersetzt durch S 9 und RB 47, letztere wiederum später ersetzt durch S 7; die Verbindung Remscheid-Lennep – Bergisch Born ª Opladen / Dieringhausen wurde stillgelegt |

### Besonderheiten
| Linie                               | Beschreibung |
| ----------------------------------- | --- |
| RE 1                                | Die Stationen Nordbögge und Scharnhorst werden tagsüber im stündlichen Wechsel bedient. Eine umstiegsfreie Verbindung zwischen diesen beiden Stationen ist zu dieser Zeit nur mit dem RE 3 möglich. Zwischen 22:00 Uhr und 6:00 Uhr hält der RE 1 an beiden Stationen, dafür wird der RE 3 bis Dortmund Hbf kurzgeführt. Ein morgendlicher Verstärker (26855) verkehrt werktags von Aachen Hbf nach Düsseldorf Hbf, hält zusätzlich in Eilendorf, aber nicht in Düsseldorf-Benrath. Eine werktägliche Expressfahrt (26857) verkehrt von Geilenkirchen und über Übach-Palenberg, Herzogenrath, Aachen West, Aachen Schanz und weiter den regulären Linienweg bis Köln Hbf ohne Halt in Eschweiler Hbf, Langerwehe und Horrem. Ein täglicher Verstärkerzug fährt ab 22:37 Uhr von Köln Messe/Deutz nach Aachen Hbf, nimmt die Fahrgäste des in Köln Hbf endenden RE 9 aus Siegen für die Weiterfahrt nach Aachen auf und bedient zusätzlich die Station Eilendorf. |
| RE 2                                | Um in Osnabrück Anschluss an den RE 60 halten zu können, werden die Stationen Kattenvenne und Natrup-Hagen nur zweistündlich bedient. |
| RE 5                                | Aufgrund von Zugüberholungen mit dem ICE hält die Linie teilweise nicht in Oberhausen-Holten und Friedrichsfeld. Eine stündliche Bedienung aller Stationen zwischen Oberhausen und Wesel ist nur mit dem RE 19 und dem RE 49 möglich. |
| S 6                                 | Zug 31899 beginnt um 3:46 Uhr (Mo–Fr) bzw. 3:36 Uhr (Sa/So) in Langenfeld und verkehrt zwischen Düsseldorf Hbf und Düsseldorf Flughafen Terminal (Ankunft um 4:08 Uhr bzw. 4:18 Uhr) ohne Zwischenhalte. |
| RE 7                                | Während die meisten Fahrten auf dem Abschnitt Münster–Rheine planmäßig nur in Greven und Emsdetten halten, bedient Zug 17400 (Hagen Hbf ab 5:22 Uhr, Rheine an 6:58 Uhr) auch die restlichen Halte Münster-Zentrum Nord, Münster-Sprakel, Reckenfeld und Rheine-Mesum. |
| S 8                                 | Zug 31846 (Hagen Hbf ab 2:23 Uhr) weicht hinter Düsseldorf Hbf vom Regelweg ab und verkehrt ohne Zwischenhalte nach Düsseldorf Flughafen Terminal (Ankunft um 3:46 Uhr). An Wochenenden fährt der Zug vereinigt mit Zug 31848 (Mönchengladbach Hbf an 4:06 Uhr); beide Zugteile werden in Düsseldorf Hbf geteilt (31848 ab 3:32 Uhr, 31846 ab 3:35 Uhr). Fahrten am Wochenende halten zwischen Wuppertal Hbf (Abfahrt um :35 Uhr) und Düsseldorf Hbf (Ankunft um :55 Uhr) von 0:00 Uhr bis 3:00 Uhr nur in Wuppertal-Vohwinkel. |
| S 11                                | Eine morgendliche Verstärkerfahrt verkehrt von 6:35 Uhr ab Köln Hbf nach Köln-Dellbrück ohne Halt in Köln-Buchforst und Köln-Holweide. Hierbei handelt es sich um die Anschlussfahrt der Linie RB 38 aus Horrem, die in Köln Hbf auf Gleis 3 einfährt und weiter als S 11 verkehrt. |
| RE 15                               | Der Bahnhof Emden Außenhafen wird je nach Saison nur drei- bis fünfmal täglich bedient. Die Zeiten werden immer an die Fähre von/nach Borkum angepasst. |
| RE 14 RE 19 RB 20 RB 33 RE 57 RB 91 | In diesen sechs Fällen haben die beiden Flügeläste jeweils die gleiche Nummer. (Im Gegensatz hierzu wird bei den Doppeltraktionen Münster–Hamm und Paderborn–Ottbergen aus historischen Gründen zwischen RB 69 und RB 89 bzw. RB 84 und RB 85 unterschieden: Laut jeweiligem Fahrplan verkehrte die RB 69 bis Oktober 2003 nur zwischen Hamm und Bielefeld sowie die RB 85 bis Dezember 2014 nur zwischen Ottbergen und Göttingen.) |
| RE 18                               | Diese Linie ist nicht mit dem niedersächsischen RE 18 zu verwechseln (Osnabrück – Bramsche – Quakenbrück – Oldenburg – Wilhelmshaven), welcher Nordrhein-Westfalen zwischen Osnabrück und Bramsche ohne Halt durchfährt. |
| RE 19                               | RE 19 mit der Zugnummer 20010/77010 (Abfahrt 7:26 Uhr von Düsseldorf Hbf und Ankunft 9:13 Uhr in Arnhem Centraal bzw. 8:42 Uhr in Bocholt) hält nicht in Voerde (Niederrhein) und Friedrichsfeld. Zugnummer 20034/77034 (Abfahrt 19:26 Uhr von Düsseldorf Hbf und Ankunft 21:13 Uhr in Arnhem Centraal bzw. 20:42 Uhr in Bocholt) hält nicht in Friedrichsfeld. RE 19 mit der Zugnummer 20047 (Abfahrt 6:23 Uhr von Emmerich und Ankunft 7:35 Uhr in Düsseldorf Hbf) hält nicht in Düsseldorf Flughafen. |
|                                     | |
| RE 34 RE 16                         | Die von der VIAS Rail betriebene Fahrt 31330 der RE 34 am Sonntag verkehrt bis Letmathe gekuppelt mit Zug 31392 (RE 16; Hagen Hbf ab 7:15 Uhr, Letmathe ab 7:30 Uhr). Zug 31392 verkehrt nach der Zugteilung weiter nach Iserlohn (Ankunft um 7:43 Uhr), 31330 nach Siegen Hbf (Ankunft um 8:50 Uhr). Werktags fährt die RE 16 als Zug 31302 eigenständig (Iserlohn an 7:38 Uhr). |
| RE 42                               | Aufgrund von Trassenkonflikten mit DB Fernverkehr hält diese Linie teilweise nur stündlich in Münster-Albachten (beide Fahrtrichtungen) und Sythen (in Fahrtrichtung Essen). |
| RB 53 RE 57                         | Zwischen 23:00 Uhr und 02:00 Uhr fahren die Züge dieser Linien zwischen Dortmund Hbf (Abfahrt um :23 Uhr) und Schwerte vereinigt. Dabei hält der RE 57 zusätzlich in Dortmund-Signal Iduna Park (welcher sonst nur zu besonderen Anlässen angefahren wird) und weicht zwischen Dortmund-Hörde und Fröndenberg vom Regelweg ab. Beide Zugteile werden in Schwerte geteilt: RB 53 fährt weiter nach Iserlohn, RE 57 nach Bestwig. |
| RE 57 RE 17                         | Zug 10781 beginnt in Hagen Hbf (Abfahrt 6:02 Uhr) und verkehrt bis Brilon Wald vereinigt mit Zug 10707 (Linie RE 17). 10781 (RE 57) fährt weiter nach Brilon Stadt (Ankunft 7:34 Uhr), 10707 (RE 17) nach Warburg (Ankunft 8:19 Uhr). Der Schülerzug 10778 fährt von Winterberg nach Hagen. |
| RB 58                               | Da diese Linie nur eine Station in Nordrhein-Westfalen hat, wurde bis Dezember 2014 auf eine offizielle Nummer verzichtet, es gab lediglich die Bezeichnung „NWB“. Durch die Einführung der Liniennummern in Niedersachsen wurde allerdings festgelegt, dass alle Züge, die die Grenze von Nordrhein-Westfalen und Niedersachsen überschreiten, in beiden Bundesländern die gleiche Liniennummer tragen. |
| RB 65                               | Obwohl diese Linie ausschließlich in Nordrhein-Westfalen verkehrt, gilt das Niedersachsen-Ticket auf der gesamten Strecke. |
| RB 69 RB 89                         | Im Regelverkehr fahren diese beiden Linien auf deren gemeinsamem Abschnitt (Hamm – Münster) als Doppeltraktion. Zeitweise besteht die Relation Bielefeld – Gütersloh – Hamm – Soest – Paderborn, die in Hamm die Liniennummer ändert. Zusätzlich steht dann die aus zwei Fahrzeugen bestehende Option Hamm – Münster zur Verfügung, bei der je ein Fahrzeug eine der hier angegebenen Liniennummern trägt. Im morgendlichen Berufsverkehr fährt montags bis freitags ein Zug der Regionalbahn 69 von Münster und Hamm über Bielefeld hinaus bis Herford (Ankunft 6:45 Uhr), der um 7:18 Uhr zurück über Bielefeld und Hamm nach Münster fährt. Dadurch werden morgens die übrigen zwischen Herford und Bielefeld verkehrenden Züge entlastet. Des Weiteren wird die Fahrt 90056 der RB89 montags bis freitags bis Münster Zentrum Nord (Ankunft 7:23 Uhr) verlängert.                                                                                            |
| RE 70                               | RE 60 und RE 78 ergänzen zusammen mit Umstieg in Löhne den RE 70 zum Stundentakt. |
| RE 78                               | Im morgendlichen Berufsverkehr startet der RE 52275 bereits in Rheda Wiedenbrück (Abfahrtszeit 07:04 Uhr) |
| RB 81 RB 85                         | Bis Oktober 2004 wurde die Linie auf jeder zweiten Fahrt auf Bodenfelde – Göttingen verkürzt. Bei diesen Fahrten wurde damals der Abschnitt Ottbergen – Bodenfelde von der RB 81 bedient, die nach Northeim weiterfuhr. Nach Einstellung der durchgehenden Verbindung Northeim – Ottbergen und der Einführung der stündlichen Durchbindung von Göttingen über Bodenfelde nach Ottbergen ist die RB 81 als Liniennummer weggefallen, da keine Station dieser Linie in Nordrhein-Westfalen liegt. Durch die Einführung der Liniennummern in Niedersachsen hat diese Linie ihre alte Nummer zurückerhalten. |
| RB 92                               | Der Haltepunkt Attendorn-Hohen Hagen kann aufgrund von fehlender Bahnsteigbeleuchtung vom 1. Oktober bis zum 30. April eines jeden Jahres nicht vor 8 Uhr oder nach 16:30 Uhr bedient werden. Der Halt wird touristisch genutzt und wird als Bedarfshalt geführt. |

## S-Bahn-Verkehr

### S-Bahn Rhein-Ruhr/S-Bahn Köln
Stand: Mai 2024
- Die S-Bahn-Linien verkehren üblicherweise im 15/30-Minuten-Rhythmus. Im Bereich Düsseldorf/Köln gilt wochentags ein 20-Minuten-Takt, abends und am Wochenende ein 30-Minuten-Takt.
- Linien oder -abschnitte mit einem Takt < 20 Minuten, meistens im 15-Minuten-Takt während der Hauptverkehrszeit, sind fett dargestellt.
- Linien oder -abschnitte mit einem Takt > 30 Minuten, meistens im 60-Minuten-Takt, sind kursiv dargestellt.

| Linie | KBS    | Linienweg | Betreiber     | Fahrzeuge im Regelbetrieb                                       |
| ----- | ------ | --- | ------------- | --------------------------------------------------------------- |
| S 1   | 450.1  | Dortmund – Dortmund-Dorstfeld – Bochum – Essen – Mülheim – Duisburg – Düsseldorf Flughafen –/ Düsseldorf Flughafen Terminal‹3› – Düsseldorf – Hilden – Solingen | DB Regio NRW  | 2× Baureihe 422                                                 |
| S 2   | 450.2  | Dortmund – Dortmund-Dorstfeld – Dortmund-Mengede – Castrop-Rauxel Hbf – Herne – Recklinghausen /- Wanne-Eickel – Gelsenkirchen – Essen‹1› | DB Regio NRW  | Stadler Flirt 3XL (3427)                                        |
| S 3   | 450.3  | Oberhausen – Mülheim – Essen – Bochum-Dahlhausen – Hattingen | DB Regio NRW  | Stadler Flirt 3XL (3429)                                        |
| S 4   | 450.4  | Unna – Unna-Königsborn – Dortmund-Dorstfeld – Dortmund-Lütgendortmund | DB Regio NRW  | Baureihe 422                                                    |
| S 5   | 450.5  | Dortmund – Witten – Wetter – Hagen | DB Regio NRW  | Alstom Coradia Continental (1440) Baureihe 422                  |
| S 6   | 450.6  | Essen – Ratingen Ost – Düsseldorf – Langenfeld – Leverkusen – Köln – Köln-Nippes – Köln-Worringen (zwischen Kettwig und Ratingen Ost bis vsl. 2026 wegen Hangrutsch unterbrochen)                                                                                        | DB Regio NRW  | 2× Baureihe 422 2× Baureihe 423 (zwei Umläufe)                  |
| S 7   | 450.7  | Wuppertal – Remscheid – Solingen | RheinRuhrBahn | 1–2× Alstom Coradia LINT 41 (1648)                              |
| S 8   | 450.8  | Hagen – Gevelsberg – Schwelm – Wuppertal – Erkrath –Düsseldorf – Neuss – Korschenbroich – Mönchengladbach | DB Regio NRW  | 1–2× Alstom Coradia Continental (1440)                          |
| S 9   | 450.9  | Haltern am See – Marl –/ Recklinghausen Hbf – Herten (Westf) – Gladbeck West – Bottrop – Essen – Velbert-Langenberg – Wülfrath –Wuppertal-Vohwinkel – Wuppertal – Schwelm – Gevelsberg – Hagen                                                                           | DB Regio NRW  | Stadler Flirt 3XL (3429)                                        |
| S 11  | 450.11 | Düsseldorf Flughafen Terminal – Düsseldorf – Neuss – Dormagen – Köln – Bergisch Gladbach | DB Regio NRW  | 2× Baureihe 423                                                 |
| S 12  | 450.12 | (Horrem –) Köln – Troisdorf – Siegburg – Hennef – Eitorf – Au | DB Regio NRW  | 2× Baureihe 423 2× Baureihe 424                                 |
| S 19  | 450.19 | Düren – Horrem – Köln-Hansaring – Köln/Bonn Flughafen – Troisdorf – Hennef – Blankenberg – Au | DB Regio NRW  | 2× Baureihe 423                                                 |
| S 23  | 475    | Bonn – Alfter-Witterschlick – Rheinbach – Euskirchen – Bad Münstereifel (zwischen Bonn und Rheinbach während der Hauptverkehrszeit auf einen 15-Minuten-Takt verdichtet; aufgrund des Hochwassers 2021 b.a.w. zwischen Euskirchen und Bad Münstereifel mit Ersatzbussen) | DB Regio NRW  | 1–2× Alstom Coradia LINT 81 (620) LINT 81 (620) + LINT 54 (622) |
| S 28  | 450.28 | Wuppertal – Wuppertal-Vohwinkel – Mettmann Stadtwald – Düsseldorf – Neuss – Kaarster See | Regiobahn     | 1× Integral S5D95                                               |
| S 68  | 450.68 | Wuppertal-Vohwinkel – Düsseldorf – Langenfeld‹2› (Betrieb personalbedingt bis auf Weiteres eingestellt) | DB Regio NRW  | 1–2× Baureihe 420 Baureihe 422                                  |

‹1› Je ein Zug pro Stunde nach Recklinghausen und Essen.

‹2› Nur zur HVZ, Wuppertal-Vohwinkel–Düsseldorf nur in Lastrichtung.

‹3› Baustellenbedingt b.a.w. montags bis freitags einmal pro Stunde Düsseldorf Flughafen Terminal (statt Duisburg Hbf) – Solingen.

### S-Bahn Hannover in Nordrhein-Westfalen
Die S-Bahn Hannover wird von der Transdev Hannover betrieben. In dieser Liste sind nur Linien aufgeführt, die Nordrhein-Westfalen berühren. Linien oder -abschnitte außerhalb Nordrhein-Westfalens sind kleiner dargestellt.
| Linie | Linienweg | KBS   | Fahrzeuge im Regelbetrieb                       |
| ----- | --- | ----- | ----------------------------------------------- |
| S 1   | Minden – Bückeburg – Haste – Wunstorf – Hannover – Weetzen – Barsinghausen – Haste                                        | 363.1 | 2× Baureihe 425, FLIRT XL (3427)                |
| S 5   | Paderborn – Altenbeken – Steinheim – Lügde – Bad Pyrmont – Hameln – Weetzen – Hannover – Langenhagen – Hannover Flughafen | 363.5 | 1× (ab Hameln 2×) Baureihe 425, FLIRT XL (3427) |

### S-Bahn Lüttich in Nordrhein-Westfalen
Die S-Bahn Lüttich ist ein belgisches S-Bahn-Netz, welches die Region um die Großstadt Lüttich erschließt. Zwei Linien erreichen auch Nordrhein-Westfalen, wobei lediglich eine (S 41) auch in Deutschland als S-Bahn geführt wird. Die zweite (S 43) wird in Deutschland und den Niederlanden als Regional-Express (RE 18) geführt. Die Linie S 41 wird durch die NMBS/SNCB betrieben, die Linie RE 18/S 43 durch Arriva
| Linie      | Linienweg | KBS                           | Fahrzeuge im Regelbetrieb  |
| ---------- | --- | ----------------------------- | -------------------------- |
| S 41       | Aachen – Welkenraedt – Verviers – Pepinster – Chaudfontaine – Angleur – Liège-Guillemins – Liège-St.-Lambert                         | 483 / L 34 / L 37             | Baureihe 18 + 4× I11-Wagen |
| RE 18 S 43 | Aachen Hbf – Herzogenrath – Eygelshoven – Landgraaf – Heerlen – Maastricht – Maastricht Randwyck – Eijsden – Visé – Liège-Guillemins | 482 / S–H / H–SoG / A–M / L30 | Stadler Flirt 3            |

## Stadtbahnlinien auf Eisenbahnstrecken
Einzelne Stadtbahnlinien zwischen Köln und Bonn benutzen abschnittsweise Eisenbahnstrecken der Häfen und Güterverkehr Köln (HGK) und fahren dort nach Eisenbahn-Bau- und Betriebsordnung (EBO). Innerhalb der Städte Köln und Bonn sind diese Linien in das Stadtbahnnetz integriert und fahren dort als Stadtbahnen nach der Straßenbahn-Bau- und Betriebsordnung (BOStrab).
Die Stadtbahnlinien fahren normalerweise im 5- bis 20-Minuten-Takt.
- Linienabschnitte, die als Straßenbahn (nach BOStrab) befahren werden, sind kleiner dargestellt.

| Linie | Linienweg | KBS   | Betreiber   | Fahrzeuge             |
| ----- | --- | ----- | ----------- | --------------------- |
| 7     | Zündorf – Köln-Porz – Köln Neumarkt – Aachener Str./Gürtel – Köln Stüttgenhof – Frechen – Frechen-Benzelrath                                          | ohne  | KVB         | 2 K4000 2 K4500       |
| 16    | Köln-Niehl – Köln Dom/Hbf – Köln-Heinrich-Lübke-Ufer – Köln-Sürth – Wesseling – Bornheim – Hersel – Bonn-Tannenbusch – Bonn Hbf – Bonn-Bad Godesberg  | 473.1 | KVB und SWB | 2 B-Wagen 2 K5000     |
| 17    | Köln Severinstraße – Köln Chlodwigplatz – Köln-Heinrich-Lübke-Ufer – Köln-Rodenkirchen (– Köln-Sürth)                                                 | 473.1 | KVB         | 1–2 B-Wagen 1–2 K5000 |
| 18    | Köln-Thielenbruch – Köln-Buchheim – Köln Dom/Hbf – Köln-Klettenbergpark – Hürth-Efferen – Brühl Mitte – Bornheim – Alfter – Bonn-Dransdorf – Bonn Hbf | 473.2 | KVB und SWB | 2 B-Wagen 2 K5000     |
| 68    | Bornheim – Alfter – Bonn-Dransdorf – Bonn Hbf – Bonn-Ramersdorf                                                                                       | 473.2 | SSB         | 2 B-Wagen             |

## Zukünftige Änderungen
Die folgende Tabelle zeigt alle beschlossenen Änderungen zu zukünftigen Fahrplanwechseln:
| Linie                                                  | Veränderung | Quelle                                                      |
| angekündigte Änderungen während des Fahrplanjahrs 2025 | angekündigte Änderungen während des Fahrplanjahrs 2025 | angekündigte Änderungen während des Fahrplanjahrs 2025      |
| ------------------------------------------------------ | --- | ----------------------------------------------------------- |
| RB 20                                                  | nach Infrastrukturertüchtigung: Reaktivierung Stolberg Rathaus – Stolberg Breinig | [ Zuk. 1 ]                                                  |
| RE 57                                                  | Zwischen Juni und September (während Sperrung Elleringhauser Tunnel) Stundentakt bis Winterberg, durchgehende Linie Warburg–Brilon Wald–Brilon Stadt/Willingen                                       | [ Zuk. 2 ] [ Zuk. 3 ]                                       |
| Fahrplanwechsel 2025/2026 (14. Dezember 2025)          | |                                                             |
| RB 21                                                  | Abschnitt Düren – Heimbach erhält Liniennummer RB 23 | [ Zuk. 4 ]                                                  |
| RB 23                                                  | Neue Linie Düren – Heimbach, Verlängerung des Zwischentakts nach Nideggen-Brück oder Abenden | [ Zuk. 4 ]                                                  |
| RB 30                                                  | sukzessive Umstellung bis Sommer 2026 auf elektrische Triebwagen nach Elektrifizierung der Ahrtalbahn, Einsatz von Bombardier Talent 2                                                               | [ Zuk. 5 ]                                                  |
| RB 34                                                  | Einführung eines Stundentakts am Wochenende | [ Zuk. 6 ]                                                  |
| RB 69                                                  | Aufgabe Flügelung mit RB 89 in Hamm und des Linienabschnittes Hamm – Münster | [ Zuk. 7 ]                                                  |
| RB 90                                                  | Einführung Halbstundentakt Siegen – Betzdorf durch Übernahme des Astes von der RB 93 | [ Zuk. 8 ]                                                  |
| RB 93                                                  | Linienbrechung in Siegen Hbf, Übernahme Abschnitt Siegen – Betzdorf durch RB 90 | [ Zuk. 9 ]                                                  |
| Fahrplanwechsel 2026/2027 (13. Dezember 2026)          | |                                                             |
| RE 3                                                   | Neuvergabe an VIAS Rail wegen Vertragsende mit der Eurobahn | [ Zuk. 10 ]                                                 |
| RE 13                                                  | Neuvergabe an Regionalverkehre Start Deutschland und Verlängerung nach Eindhoven Centraal | [ Zuk. 11 ] [ Zuk. 12 ]                                     |
| RB 20                                                  | Reaktivierung der Bahnstrecke Mariagrube-Siersdorf, Bedienung durch die Relation Stolberg-Breinig-Stolberg Hbf-Aachen-Herzogenrath-Alsdorf-Siersdorf                                                 | [ 11 ] [ 12 ] [ 13 ]                                        |
| RE 34                                                  | Neuvergabe an ein Eisenbahnverkehrsunternehmen wegen Vertragsende mit DB Regio, Einführung eines Stundentakts, Einstellung Tarifanerkennung IC 34                                                    | [ Zuk. 13 ] [ Zuk. 14 ]                                     |
| RB 36                                                  | Neuvergabe an DB Regio wegen Vertragsende mit RheinRuhrBahn, Umstellung auf batteriebetriebene Züge des Typs CAF Civity BEMU                                                                         | [ Zuk. 15 ] [ Zuk. 16 ] [ Zuk. 17 ]                         |
| RE 41                                                  | Neuvergabe an VIAS Rail wegen Vertragsende mit DB Regio | [ Zuk. 10 ]                                                 |
| RE 44                                                  | Verlängerung nach Kamp-Lintfort (bei Fertigstellung der Infrastruktur), Neuvergabe an DB Regio wegen Vertragsende mit RheinRuhrBahn, Umstellung auf batteriebetriebene Züge des Typs CAF Civity BEMU | [ Zuk. 18 ] [ Zuk. 19 ] [ Zuk. 15 ] [ Zuk. 16 ] [ Zuk. 17 ] |
| RB 46                                                  | Neuvergabe an DB Regio wegen Vertragsende mit VIAS, Umstellung auf batteriebetriebene Züge des Typs CAF Civity BEMU                                                                                  | [ Zuk. 14 ]                                                 |
| RB 51                                                  | Neuvergabe an ein Eisenbahnverkehrsunternehmen wegen Vertragsende mit DB Regio | [ Zuk. 20 ]                                                 |
| RB 64                                                  | Neuvergabe an ein Eisenbahnverkehrsunternehmen wegen Vertragsende mit DB Regio | [ Zuk. 20 ]                                                 |
| RB 68                                                  | Reaktivierung Münster – Sendenhorst, Einsatz von batteriebetriebenen Zügen des Typs CAF Civity BEMU                                                                                                  | [ Zuk. 21 ] [ Zuk. 22 ]                                     |
| RB 76                                                  | Reaktivierung Verl – Gütersloh – Harsewinkel, Einsatz von batteriebetriebenen Zügen des Typs CAF Civity BEMU                                                                                         | [ Zuk. 21 ]                                                 |
| S 28                                                   | Einsatz von FLIRT XL nach Abschluss der Elektrifizierung | [ Zuk. 23 ]                                                 |
| RB 95                                                  | Wiedereinführung Stundentakt Siegen – Dillenburg | [ Zuk. 24 ]                                                 |
| RE 99                                                  | Wiedereinführung der stündlich beschleunigten Fahrlage zwischen Siegen und Dillenburg | [ Zuk. 25 ]                                                 |
| Fahrplanwechsel 2027/2028 (12. Dezember 2027)          | |                                                             |
| RB 31                                                  | Neuvergabe an DB Regio wegen Vertragsende mit RheinRuhrBahn, Umstellung auf batteriebetriebene Züge des Typs CAF Civity BEMU                                                                         | [ Zuk. 15 ] [ Zuk. 16 ] [ Zuk. 17 ]                         |
| RB 37                                                  | Verlängerung nach Geldern. Umstellung auf batteriebetriebene Züge des Typs CAF Civity BEMU | [ Zuk. 19 ] [ Zuk. 18 ] [ Zuk. 26 ] [ Zuk. 15 ]             |
| RE 82                                                  | Einrichtung eines Flügelungskonzepts in Lage (Lippe) mit Zugteilung nach Altenbeken und Lemgo (Maßnahme steht noch unter Finanzierungsvorbehalt)                                                     | [ Zuk. 27 ]                                                 |
| RB 94                                                  | Verdichtung zum Stundentakt zwischen Erndtebrück und Bad Laasphe nach Infrastrukturausbau | [ Zuk. 28 ]                                                 |
| Fahrplanwechsel 2028/2029 (10. Dezember 2028)          | |                                                             |
| RE 10                                                  | Neuvergabe an ein Eisenbahnverkehrsunternehmen, Umstellung auf batteriebetriebene Züge des Typs CAF Civity BEMU                                                                                      | [ Zuk. 29 ] [ Zuk. 15 ] [ Zuk. 20 ]                         |
| RB 37                                                  | Neuvergabe an ein Eisenbahnverkehrsunternehmen, Umstellung auf batteriebetriebene Züge des Typs CAF Civity BEMU                                                                                      | [ Zuk. 20 ]                                                 |
| RB 43                                                  | Wiedervergabe an DB Regio, Verdichtung zwischen Dortmund Hbf und Wanne-Eickel Hbf auf einen 30-Minuten-Takt, Umstellung auf batteriebetriebene Züge des Typs CAF Civity BEMU                         | [ Zuk. 19 ] [ Zuk. 15 ] [ Zuk. 16 ]                         |
| RB 63                                                  | Neuvergabe Netz Nördliches Westfalen mit batterieelektrischen Fahrzeugen, Einführung eines ganztägigen Halbstundentakts wochentags                                                                   | [ Zuk. 22 ]                                                 |
| RB 67                                                  | Neuvergabe Netz Nördliches Westfalen mit batterieelektrischen Fahrzeugen, Einführung eines Halbstundentakts Warendorf – Münster in der HVZ                                                           | [ Zuk. 22 ]                                                 |
| RB 71                                                  | Neuvergabe Netz Nördliches Westfalen mit batterieelektrischen Fahrzeugen, Umsetzung eines Flügelzugkonzeptes in Herford mit Zugteilung nach Rahden und Bad Salzuflen                                 | [ Zuk. 22 ]                                                 |
| RB 73                                                  | Neuvergabe Netz Nördliches Westfalen mit batterieelektrischen Fahrzeugen | [ Zuk. 22 ]                                                 |
| RB 74                                                  | Neuvergabe Netz Nördliches Westfalen mit batterieelektrischen Fahrzeugen, Einführung eines ganztägigen Halbstundentakts wochentags                                                                   | [ Zuk. 22 ]                                                 |
| RB 75                                                  | Neuvergabe Netz Nördliches Westfalen mit batterieelektrischen Fahrzeugen, Einführung eines ganztägigen Halbstundentakts Bielefeld – Halle wochentags                                                 | [ Zuk. 22 ]                                                 |
| RE 82                                                  | Neuvergabe Netz Nördliches Westfalen mit batterieelektrischen Fahrzeugen | [ Zuk. 22 ]                                                 |
| Fahrplanwechsel 2029/2030 (8. Dezember 2029)           | |                                                             |
| RE 14                                                  | Neuvergabe an DB Regio wegen Vertragsende mit RheinRuhrBahn, Umstellung auf batteriebetriebene Züge des Typs CAF Civity BEMU                                                                         | [ Zuk. 15 ] [ Zuk. 16 ] [ Zuk. 14 ]                         |
| RB 77                                                  | Neuvergabe Netz Nördliches Westfalen mit batterieelektrischen Fahrzeugen, Verkürzung bis Elze, Übernahme durch verlängerten RE 50 aus Wolfsburg                                                      | [ Zuk. 22 ]                                                 |
| voraussichtlich 2028 oder später                       | |                                                             |
| 16 17                                                  | Verlegung der Linie 16 auf die fertiggestellte Nord-Süd-Stadtbahn und Einstellung Linie 17 in Köln                                                                                                   | [ Zuk. 30 ]                                                 |